# Ormstown
Ormstown es un municipio de la provincia de Quebec, Canadá. Es una de las ciudades pertenecientes al municipio regional de condado de Le Haut-Saint-Laurent y, a su vez, a la región de Vallée-du-Haut-Saint-Laurent en Montérégie.

## Geografía
El territorio de Ormstown se encuentra ubicado entre los municipios de Saint-Stanislas-de-Kostka y Saint-Louis-de-Gonzague al norte, Très-Saint-Sacrement al este, Franklin al sureste, Hinchinbrooke al suroeste y Godmanchester al oeste. Tiene una superficie total de 143,92 km² cuyos 142,33 son tierra firme.

## Política
Forma parte de las circunscripciones electorales de Huntingdon a nivel provincial y de Beauharnois-Salaberry a nivel federal.

## Demografía
Según el censo de 2011, había 3651 personas residiendo en esta ciudad con una densidad poblacional de 25,3 hab./km². Los datos del censo mostraron que de las 3595 personas censadas en 2006, en 2011 hubo un diminución de 56 habitantes (-1,5 %). El número total de inmuebles particulares resultó de 1516. El número total de viviendas particulares que se encontraban ocupadas por residentes habituales fue de 1481.